# Herb Kłecka
Herb Kłecka – jeden z symboli miasta Kłecko i gminy Kłecko w postaci herbu.

## Wygląd i symbolika
Herb gminy Kłecko przedstawia wizerunek niekoronowanego srebrnego (białego) orła o dziobie oraz szponach barwy złotej (żółtej), osadzonego w czerwonym polu tarczy późnogotyckiej.

## Historia

Tradycyjny Herb Kłecka

Herb używany w latach 1990–2024

Herbem Kłecka od co najmniej początku XVI w. był  orzeł polski  bez korony, prawdopodobnie na znak, że miasto założone zostało jeszcze w czasach, gdy Wielkopolską władali książęta.
Najdawniejsza pieczęć pochodzi z początku XVI w. Ma ona w tarczy orła książęcego, a w otoku napis: Sigilum Civitatis Klecen, i jest wyciśnięta na dokumencie z 1576 oraz w akcie z 1793 roku. W drugiej połowie XIX w. w nieznanych okolicznościach miasto zaczęło używać herbu identycznego z herbem Klecka, obecnie miasta rejonowego na Białorusi. Owo białoruskie miasto od XVI wieku należało do rodu Radziwiłłów, stanowiąc ośrodek Ordynacji Kleckiej i używało herbu nawiązującego do herbu rodowego ordynatów (Trąby Odmienne). Wielkopolskie Kłecko było natomiast w czasach przedrozbiorowych własnością króla (królewszczyzną), co wykluczało użycie herbu radziwiłłowskiego w owych czasach.
Trudno wyjaśnić przyczynę dziewiętnastowiecznej zamiany. Mogła ona wynikać z nieporozumienia, w związku z podobieństwem nazw obu miast, mogła mieć związek z podobieństwem tradycyjnego herbu Klecka do godła niepodległej Polski, co musiało być niemile widziane przez władze zaboru pruskiego. Oba czynniki mogły zadziałać jednocześnie, skłaniając ówczesne władze do zastosowania niewłaściwego herbu. Błąd zauważył w latach 30. XX wieku Marian Gumowski, pisząc, że miasto „ma swój własny i daleko starszy herb, którego powinno używać. Tym właśnie herbem m. Kłecka jest biały orzeł bez korony, na czerwonym tle.”.
W latach 1990 – 2024 Herbem Gminy i miasta była tarcza herbowa z mitrą książęcą i rogiem myśliwskim. Wzór herbu określiła Uchwała Rady Miasta i Gminy Kłecko z dnia 15 grudnia  1990 nr VI/61/90 w sprawie ustalenia herbu Gminy, powielając tym samym błąd powstały w drugiej połowie XIX wieku.
Od 1 marca 2024 roku Herbem Gminy i miasta Kłecka jest wizerunek niekoronowanego srebrnego (białego) orła o dziobie oraz szponach barwy złotej (żółtej), osadzonego w czerwonym polu tarczy późnogotyckiej. Wzór herbu uzyskał pozytywną opinię właściwego Ministra oraz Przewodniczącego Komisji Heraldycznej, wyrażoną w uchwale nr 26 - 2242/O/2023 Komisji Heraldycznej z dnia 31 marca 2023 r. w sprawie projektów herbu, flagi, flagi stolikowej, banneru i pieczęci gminy Kłecko. Wprowadzenie nowego herbu nastąpiło podczas uroczystej sesji Rady Miejskiej Gminy Kłecko z dnia 1 marca 2024 roku.